# Гонсалес, Максимилиано
Давид Максимилиано Гонсалес (исп. David Maximiliano "Maxi" González; род. 4 мая 2004, Монте-Гранде, Буэнос-Айрес) — аргентинский футболист, полузащитник клуба «Ланус».

## Клубная карьера
Гонсалес — воспитанник клуба «Ланус». 13 сентября 2021 года в матче против «Индепендьенте» он дебютировал в аргентинской Примере. 21 апреля 2022 года в поединке против «Росарио Сентраль» Макси забил свой первый гол за «Ланус». 

## Международная карьера
В 2023 году в составе молодёжной сборной Аргентины Гонсалес принял участие в молодёжном чемпионате Южной Америки в Колумбии. На турнире он сыграл в матчах против сборных Бразилии, Парагвая и Перу. В поединке против бразильцев Максимилиано забил гол.